# Torneio Rio-São Paulo de 1957
O Torneio Rio-São Paulo de 1957 foi a nona edição do Torneio Rio-São Paulo. O campeão foi o clube carioca Fluminense, de maneira invicta.

## História
O Fluminense teve o melhor ataque e a melhor defesa, sendo o primeiro clube carioca a conquistar esta competição, que teve o atacante do Fluminense, Waldo, como o seu artilheiro, com treze gols. Os também clubes cariocas, Flamengo e Vasco da Gama, compartilharam o vice-campeonato.
Tendo definido o título na penúltima rodada contra a Portuguesa, no Pacaembu, a partida da última rodada contra o São Paulo, vitória do Fluminense por 2 a 1 no Maracanã, foi apenas a partida de entrega das faixas, perante 32.597 torcedores presentes e Waldo tendo marcado os dois gols do clube do Rio de Janeiro.

## Análise de Sylvio Pirillo
* Respeitada a redação original (1957).
O segrêdo do Fluminense.

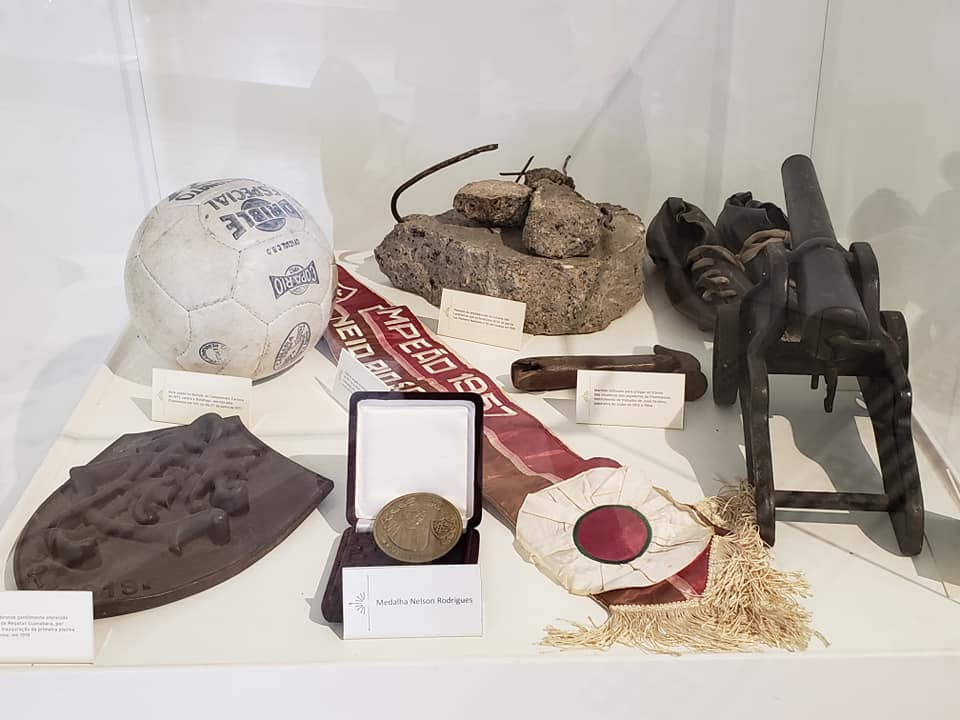
Objetos comemorativos do Torneio Rio-São Paulo de 1957 em exposição no Fluminense, entre outros.

Sylvio Pirillo, o técnico do Fluminense, deu esse depoimento sobre o time tricolor: "Querem saber onde reside o segrêdo do Fluminense, o segrêdo dos sucessos do Fluminense. Efetivamente, não basta apenas formar uma boa equipe, tecnicamente falando. É preciso aliar técnica à disciplina, aliar espírito de luta ao espírito de equipe. E a sorte do Fluminense é precisamente possuir um "plantel" de jogadores extremamente modestos, onde ninguém admite suar menos a camisa do que ninguém. E o lema de "um por todos e todos por um", é um lema que os jogadores do Fluminense seguem ao pé da letra. E dessa união, dessa camaradagem, aconteceram resultados que só uma equipe muito unida e muito amiga poderia conseguir."
Triunfo máximo.
" Querem saber se considerei o triunfo máximo aquele aquêle que obtivemos contra o Palmeiras. Efetivamente, foi uma vitória notável porque golear um adversário de tal expressão não acontece todo dia. Mas se falarmos de vitória sensacional, não podemos esquecer aquela que obtivemos sôbre o Corinthians, quase no último instante do tempo regulamentar. E aquêle último gol de Waldo, um dos mais bonitos que já vi, foi criado com a bola práticamente na mão do arqueiro. Essa vitória, êsse gol, valeram, sobretudo, para mostrar que o jogador do Fluminense não se conforma com qualquer resultado enquanto houver tempo útil para vencer uma partida. Tal maneira de sentir e de jogar um match ajudaram muito o Fluminense no Torneio Rio-São Paulo."
Confrontos:
|             | AME | BOT | COR | FLA | FLU | PAL | POR | SAN | SPA | VAS |
| America-RJ  | —   |     | 4x1 |     |     |     | 1x2 | 0x4 |     |     |
| Botafogo    | 3x1 | —   |     |     |     |     | 2x0 |     | 1x0 |     |
| Corinthians |     | 1x1 | —   | 0x4 |     |     |     |     |     |     |
| Flamengo    | 1x0 | 4x1 |     | —   |     | 3x2 | 1x1 | 4x0 |     |     |
| Fluminense  | 1x0 | 3x3 | 3x2 | 2x1 | —   | 5x1 |     |     | 2x1 | 2x0 |
| Palmeiras   | 2x3 | 2x2 | 1x1 |     |     | —   | 4x3 |     |     | 1x1 |
| Portuguesa  |     |     | 5x2 |     | 1x3 |     | —   | 4x2 | 3x1 | 2x5 |
| Santos      |     | 5x1 | 1x1 |     | 2x2 | 3x0 |     | —   | 3x1 | 2x3 |
| São Paulo   | 3x1 |     | 0x0 | 4x1 |     | 1x1 |     |     | —   |     |
| Vasco       | 3x0 | 3x2 | 1x2 | 1x0 |     |     |     |     | 0x3 | —   |

Classificação final :
| Time | Time          | PG | J | V | E | D | GP | GC | SG  |
| 1.   | Fluminense    | 16 | 9 | 7 | 2 | 0 | 23 | 11 | 12  |
| 2.   | Flamengo      | 11 | 9 | 5 | 1 | 3 | 19 | 11 | 8   |
|      | Vasco da Gama | 11 | 9 | 5 | 1 | 3 | 17 | 14 | 3   |
| 4.   | Santos        | 10 | 9 | 4 | 2 | 3 | 22 | 16 | 6   |
| 5.   | Portuguesa    | 9  | 9 | 4 | 1 | 4 | 21 | 21 | 0   |
|      | Botafogo      | 9  | 9 | 3 | 3 | 3 | 16 | 19 | -3  |
| 7.   | São Paulo     | 8  | 9 | 3 | 2 | 4 | 14 | 12 | 2   |
| 8.   | Palmeiras     | 6  | 9 | 1 | 4 | 4 | 14 | 22 | -8  |
|      | Corinthians   | 6  | 9 | 1 | 4 | 4 | 10 | 20 | -10 |
| 10.  | America-RJ    | 4  | 9 | 2 | 0 | 7 | 10 | 20 | -10 |

## Principais artilheiros
1. Waldo (Fluminense): 13 gols.[3]
2. Mazzola (Palmeiras): 7 gols.
3. Pinga ((Vasco da Gama): 6 gols.

## Goleadas
* Vitórias com pelo menos quatro gols marcados e diferença de pelo menos três gols.
4 gols de diferença.
Fluminense 5–1 Palmeiras
Santos 5–1 Botafogo.
America 0–4 Santos.
Corinthians 0–4 Flamengo.
Flamengo 4–0 Santos.
3 gols de diferença.
Portuguesa 5–2 Corinthians.
Portuguesa 2–5 Vasco.
America 4–1 Corinthians.
Flamengo 4–1 Botafogo.
São Paulo 4–1 Flamengo.

## Partidas com mais gols
7 gols.
Palmeiras 4–3 Portuguesa.
Portuguesa 5–2 Corinthians.
Portuguesa 2–5 Vasco.
6 gols.
Fluminense 3–3 Botafogo.
Fluminense 5–1 Palmeiras.
Portuguesa 4–2 Santos.
Santos 5–1 Botafogo.

## Árbitros com mais jogos
1. Catão Montez Junior (SP): 10.[3]
2. Alberto Malcher (RJ): 8.
3. Eunápio de Queiroz (SP): 4.

## Maiores rendas
- Maiores rendas,[3] e os públicos desses jogos.

1. Fluminense 2–0 Vasco: Cr$ 1.454.860,00 - 58.026 (50.863 pagantes).
2. Vasco 1–0 Flamengo: Cr$ 1.348.590,00 - 54.716 (48.620 pagantes).
3. Fluminense 2–1 Flamengo: Cr$ 1.074.22,00 - 45.095 (38.002 pagantes).
4. São Paulo 1–1 Palmeiras: Cr$ 1.030.600,00 - Não disponível.
5. Vasco 0–3 São Paulo: Cr$ 1.015.325,00 - 36.721 (31.841 pagantes).
6. Santos 1–1 Corinthians; Cr$ 928.740,00 - 25.932 pagantes.
7. Fluminense 2–1 São Paulo: Cr$ 926.915,00 - 32.957 (27.652 pagantes).
8. São Paulo 0–0 Corinthians: Cr$ 926.700,00 - 21.760 pagantes.
9. Santos 3–0 Palmeiras: Cr$ 886.150,00 - 23.050 pagantes.
10. Corinthians 1–1 Palmeiras: Cr$ 871.500,00 - Não disponível.

## O jogo do título[5]
| 29 de maio de 1957 | Portuguesa  | 1 – 3 | Fluminense               | Pacaembu, São Paulo                                               |
|                    | Liminha 65' |       | Waldo 18', 87' · Leo 21' | Público: 10 287 Renda: Cr$ 379.200,00 Árbitro: Eunápio de Queiroz |

Portuguesa: Cabeção; Beiço (Mario Ferreira) e Hermínio; Djalma Santos, Julião e Orlando; Amaral, Didi (Ipojucan), Liminha, Zezinho (Nelsinho) e Edmur. Técnico: Mauricio Cardoso
Fluminense: - Victor González; Cacá e Roberto (Beto); Ivã, Clóvis e Altair; Telê Santana, Jair Francisco (Leo), Waldo, Robson e Escurinho (Djair). Técnico: Sylvio Pirillo

Opinou a "Folha da Noite" (SP): "Foi um triunfo marcado com autentica autoridade, já que o tricolor carioca apresentou um quadro muito mais superior e que soube lutar pela vitória. Teve em Telê o seu homem-chave, que comandou a vitória dos guanabarinos, porque executou bem o plano tático de Pirillo, tirando Julião do meio de campo."

## Premiação
| Torneio Rio-São Paulo de 1957 |
| Rio de Janeiro                |
| ----------------------------- |
| Fluminense (1º título)        |